# Veronica salicornioides
Veronica salicornioides är en grobladsväxtart som beskrevs av Joseph Dalton Hooker. Veronica salicornioides ingår i släktet veronikor, och familjen grobladsväxter. Inga underarter finns listade i Catalogue of Life.